# 莲城街道 (晴隆县)
莲城街道，是中华人民共和国贵州省黔西南布依族苗族自治州晴隆县下辖的一个街道办事处。
2016年1月29日，贵州省人民政府批复同意晴隆县部分乡镇行政区划调整，新设置的莲城街道辖原莲城镇南街社区、中心社区、菜籽村、江兴村、蔡家村和沙子镇文丰村、坡荣村、火把村，街道办事处驻中心社区。

## 行政区划
莲城街道下辖以下地区：
中心街社区、南街社区、蔡家村、菜籽村、江兴村、火把村、坡荣村和文丰村。